# Punica fides

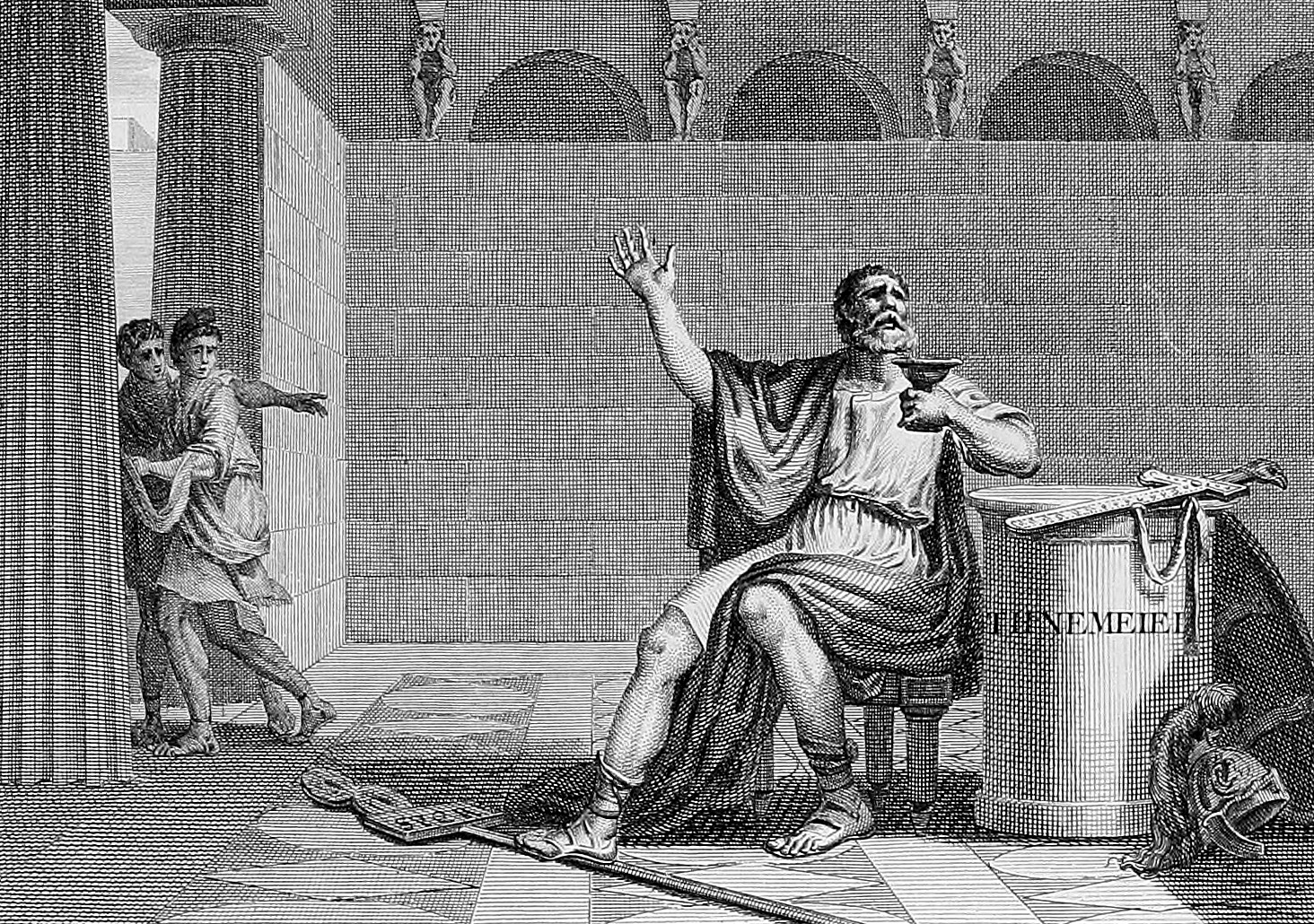
En la imagen, el suicidio de Aníbal Barca antes de ser capturado por enviados romanos (Se pueden ver desde atrás Los tres monos sabios).

Frase latina que traducida literalmente significa Lealtad Púnica. Se trata de un término irónico y despectivo hacia la moral y mentalidad cartaginesa utilizado en la literatura romana por autores como  Tito Livio, Valerio Máximo  o Floro.
En la antigua cultura romana se trataba de un término sinónimo de alguien que incumplía su palabra, de mala fe, de lealtad ambigua y sospechosa. Un término que surge de la visión de la sociedad romana del periodo republicano quienes veían en los cartaginensesa sus grandes enemigos. Una idea e imagen originada puramente de la gran rivalidad entre estas dos ciudades, promovida por el patriotismo y la propaganda interna de Roma tanto durante las Guerras Púnicas como posteriormente.
Cartago era visto como el enemigo por excelencia de los romanos, especialmente durante la segunda guerra púnica durante la cual las tropas de Aníbal derrotaron a Roma cuatro veces consecutivas y temieron un asedio de Roma, Hannibal ad portas, hechos que sintieron como una humillación,
generando fuertes sentimientos de revanchismo en la población que persistiría largo tiempo.
Debido a esta hostilidad, los cartagineses fueron a menudo representados de manera negativa e impía. Al no poder contar con las fuentes y visión política de los cartagineses, ya que la ciudad fue destruida después de la tercera guerra púnica, no conocemos la visión de estos más allá de las filtradas desde la perspectiva de los ganadores, los romanos, que no podían ser indulgentes al describir la ciudad contra la cual se consumieron años de guerra e innumerables vidas. Esto también resultó en una cierta propaganda nacionalista, mejorando las virtudes y cualidades de los romanos en oposición a los defectos y la mezquindad que atribuyeron al enemigo, en este caso Cartago. Incluso entre la historiografía no romana los testimonios sobre la cultura cartaginesa tienen a menudo incoherencias y grandes vacíos. 
Esta visión romana de la Punica fides choca de frente con la realidad diplomática y política de los propios romanos en el contexto de las tres guerras púnicas. Conocemos casos en los que fueron los romanos quienes violaron los acuerdos hechos con los cartagineses. Por ejemplo, la primera guerra púnica estalló después de que los romanos se apresuraron a ayudar a los bandidos mercenarios Mamertinos que ocupaban la ciudad siciliana de Messina, amenazados por los cartagineses, aún existiendo un tratado que delimitaba las esferas de influencia de las dos grandes ciudades, en el cual se aceptaba que los romanos no desembarcarían en Sicilia y no interferirían con los asuntos de Cartago, estos últimos a su vez renunciaron a cualquier reclamación sobre Italia y enviaron ayuda a Roma en las Guerras Pírricas. Otro caso de esta deslealtad y traición romana fue, tras la Primera Guerra Púnica,  Roma aprovechó la inestabilidad interna de Cartago, comprometida en la conocida como Guerra de los Mercenarios para ocupar las islas de Cerdeña y Córcega por la fuerza, aún a pesar de tener conocidas ocupaciones y protección cartaginesa y de la propia tregua.
Los testimonios dados por los historiadores de la antigüedad no facilitan la tarea de clarificar este enfrentamiento moral entre romanos y cartagineses, ofreciendo datos inconcretos y hasta contradictorios. Destacan Polibio y Plutarco, quienes dibujan el retrato más negativo de los cartagineses, como personas serviles e inmorales. Por otro lado, Aristóteles elogió su sistema político y su honestidad comercial, mientras que algunos fragmentos de Magón muestran opiniones positivas sobre la cultura cartaginesa.